# Тимотеј (патријарх јерусалимски)
Патријарх Тимотеј ( грч. Πατριαρχης Тιμοθεος, рођ. Питагора Темелида, 22. септембар 1878, Самос, 5. децембар 1955, Јерусалим) - епископ Јерусалимске православне цркве, патријарх града Јерусалима и целе Палестине.

## Биографија
Рођен 22. септембра 1878. године на грчком острву Самос у породици свештеника. Након средњег образовања на острву, септембра 1898. одлази у Јерусалим и под покровитељством патријарха Дамјана, такође родом са Самоса, уписује Патријаршијску богословску школу, коју успешно завршава 1905. године.
У марту 1906. године примио је монашки постриг са именом Тимотеј, а 10. априла званично је примљен у братство Гроба Господњег.
Године 1907. постављен је за секретара и управника часописа Нови Зион, а од 1909. постао је његов главни уредник.
Упоредо са тим, Тимотеј је служио као чувар књига, секретар Светог синода и наставник у Централном институту племенитих девојака.
Архиепископ киријакопољски Василије га је 5. јануара 1914. хиротонисао у чин јеромонаха, а 29. јануара патријарх Дамјан га је узвео у чин архимандрита.
Септембра 1916. године је на челу Патријаршијске штампарије, а 1917. године постављен је за секретара Свете заједнице у Јерусалиму.
У августу 1921. изабран је за архиепископа Јордана. Дана 27. августа, у Саборном храму Васкрсења Господњег, обављено је његово епископско хиротонисање за епископа јорданског, које су извршили: јерусалимски патријарх Дамјан, архиепископ Газе Софроније (Трагос), архиепископ напуљски Пантелејмон (Атанасијадис) и архиепископ г. Анастасије (Грибановски) (РПЗЦ).
Године 1935. изабран је за патријарха Јерусалима, али је његово правно одобрење и признање од представника британске владе дошло тек 27. септембра 1939. године.
Стекао је репутацију вештог и способног првојерарха, неуморног борца за право Светога Гроба, мудрог клирика и плодног црквеног писца.
Патријарх Тимотеј се 1942. године разболео од неизлечиве и тешке болести, од које је и умро 31. децембра 1955. године.